# Beladhadi, Gadag
Beladhadi là một làng thuộc tehsil Gadag, huyện Gadag, bang Karnataka, Ấn Độ.